# Jamie Hyneman
James Franklin Hyneman (Marshall, Michigan, 25. rujna 1956. - ), poznat kao Jamie Hyneman, najpoznatiji je kao suvoditelj showa MythBusters na Discovery Channelu. Također je osnivač M5 Industries, tvornice specijalnih efekata, gdje se MythBusters snima. U BattleBotsu (televizijski show koji prikazuje borbe robota, također ime američke tvrtke koja sponzorira te borbe) je poznat i po svom robotu, Blendou, koji je neko vrijeme smatran prejakim za natjecanje.
Karakterističan dio njegova izgleda je crna beretka i bijela košulja - koja se gotovo nikad ne uprlja, bez obzira koliko su neuredni testirani mitovi. To, kao i njegovi brkovi u stilu morža i dubok glas česta su tema šala njegovog suvoditelja Adama Savagea i ostalih članova MythBusters tima.
Natpis koji visi u njegovoj radionici, "Počisti ili umri" ("Clean Up or Die"), koji je vidljiv u nekoliko epizoda, izražava njegovu želju da održi stvari čistoću i u red u radionici. Poznat je po svom mirnom i logičnom ponašanju, kao kontrast Adamovu dječjem i često neodgovornom ponašanju. Hyneman je često razljućen Adamovim budalaštinama i često se prepire s Adamom oko toga kako će testirati pojedini mit. Njih dvoje često imaju sasvim različite ideje o tome kako izvesti eksperiment i kakav uređaj ili stroj izgraditi. Jamieove ideje teže jednostavnosti pa često govori: "Neka bude što jednostavnije" ("Keep it as simple as possible").

## Rani život
Rođen u Marshallu u Michiganu, ali odrastao u Columbusu u Indiani, Hyneman je zaradio diplomu iz ruskog jezika i književnosti. U životu je bio jezikoslovac, ronioc, kapetan broda, mehaničar i vlasnik trgovine ljubimcima. On ima blagi oblik akrofobije (strah od visina), kako je spomenuto za testiranja mita "Hammer Drop" (Bacanje čekića). Hyneman se snažno identificira sa skepticima i ateistima.
Njegova postignuća u reklamama ukljućuju automat za sokove koji izbacuje limenke u reklami za 7 Up
i kopačku na dva kotača iz reklama za NikeLab

## Pojavljivanje na filmu
Dva vlasnika trgovine vojnog viška glume Jamie Hyneman i Adam Savage. Oni se pojavljuju tijekom priče o automobilu na raketni pogon, mit koji je efektivno ponovljen u pilot epizodi showa.
Imao je cameo nastup u seriji CSI: Crime Scene Investigation u epizodi "The Theory of Everything" emitiranoj 1. svibnja 2008. skupa s Adamom Savageom.

## Vanjske poveznice
- Službena stranica M5 Industries
- Biografija Jamiea Hynemana na Discovery Channelu
- Jamie Hyneman u internetskoj bazi filmova IMDb-u (engl.)